# Miksoidna cista
Miksoidna cista (akronim MC) poznata i kao digitalna mukozna cista mala je asimptomatska, spororastuće izraslina ispunjene tečnošću koje prekrivaju zglob ili ovojnicu tetiva na distalnoj dorzalnoj strani na prstima ruku ili nogu Benigne je prirode, ali ponekad može ukazivati na osnovno oboljenje, poput osteoartritisa ili drugog degenerativnog stanja zglobova.
Iako su  MC obično pojedinačni, uočeno je da se više cista razvija istovremeno. Ponekad mogu biti bolna, i dovesti do smanjenja pokretljivosti i uzrokovati slabost i deformitet noktiju. Spontana regresija je retka, pa je preporučljiva hirurška intervencija ili konzervativno lečenje.

## Epidemiologija
Digitalne miksoidne ciste imaju veću učestalost kod odraslih žena i češće se mogu naći na prstima nego na nožnim prstima, posebno na kažiprstu dominantne ruke.
U poređenju sa ganglijskim cistama, koje se najčešće nalaze kod osoba u dobi između 15 i 40 godina, miksoidne ciste su češći kod žena u dobi između 40 i 70 godina.

## Etiopatogeneza
Miksoidna (ili mukozna) cista je benigna recidivirajuća cistična lezija manja od 1 cm u promeru i zaobljene ili ovalne morfologije koja se tipično nalazi na distalnom interfalangealnom zglobu (DIJ) ili eponihiju u prstima. 
Etiologija i patogeneza ostaju nejasne, iako neke teorije ukazuju da bi se miksoidne ciste mogle pojaviti kao rezultat:
- mukoidne degeneracije vezivnog tkiva,
- izlaska sinovijalne tekućine iz kapsule  distalnog interfalangealnog zgloba,
- ponavljajuće traume,
- hernija tetivnih ovojnica ili sinovijalnih obloga povezana s degenerativnim bolestima zglobova i osteofitima kod starijih osoba,
- prekomerne proizvodnje mucina od strane fibroblasta.

Veruje se da se ciste formiraju degeneracijom vezivnog tkiva i povezane su s osteoartritičnim zglobovima. Iako je tačna etiologija miksoidnih cista i ganglijskih cista nepoznata, verovatno je da se u zglobnoj kapsuli ili ovojnici tetiva formira mali rascep, što omogućava ekstravazaciju sinovijalne tečnosti u susedno tkivo. Kada tečnost reaguje sa lokalnim tkivom, postaje želatinasta i formira se zid ciste.

## Dijagnoza
Dermatoskopija bi trebala biti osnovni dijagnostički alat i mora se uzeti u obzir u slučajevima sumnjive dijagnoze. Njena vrednost u evaluaciji tumorskih procesa je već dobro poznata, ali se ne može zanemariti pri proceni drugih kožnih lezija ili kožnih infekcija.
Dermoskopija najčešće pokazuje arboriformne telangiektazije preko belih, plavkastih i crvenkasto-narandžastih difuznih područja.
Direktnom punkcijom iglom broj 25 i drenažom najčešće se dobija bistri želatinozni materijal, što potvrđuje dijagnozu digitalne miksoidne ciste.

## Diferencijalna dijagnoza

### Uobičajene diferencijalne dijagnoze[4]
- Ganglijska cista – veća, dublja i povezana sa većim zglobovima i tetivama
- Reumatoidni čvor
- Heberdenov čvor (osteoartritis ) – može koegzistirati sa miksoidnom cistom
- Epidermoidna cista
- Glomusni tumor
- Neurofibrom
- Subungualna egzostoza

### Manje uobičajene diferencijalne dijagnoze[4]
- Miksom
- Površinski akralni fibromiksom
- Stečeni digitalni fibrokeratom
- Fibrozni histiocitom
- Akralni mucinozni fibrokeratom
- Periungualni fibrom tuberozne skleroze
- Digitalni površinski angiomiksom

## Terapija
Opcije lečenja kreću se od praćenja (kada nema simptomatologije), preko punkcije i drenaže ciste i injekcija kortikosteroida do hirurške intervencije (sa prijavljenim stopama izlečenja od 95%). 
Također se mogu koristiti skleroterapija, krioterapija, vaporizacija ugljen-dioksidom, laserom, infracrvena koagulacija, eliminacija kaustike i ručna kompresija ciste. 
U okviru nehirurških mera:
- skleroterapija ima stopu izlečenja od 77%,
- krioterapija (72%),
- injekcije kortikosteroida (61%) i
- ručna kompresija (39%) (1,7).

## Spoljašnje veze
|  | Molimo Vas, obratite pažnju na važno upozorenje u vezi sa temama iz oblasti medicine (zdravlja). |